# Jefferson Starship
Jefferson Starship is een Amerikaanse rockband uit San Francisco die werd opgericht in 1974. De band kwam voort uit de psychedelische rockband Jefferson Airplane.

## Biografie
In 1972 verscheen het laatste studio-album van Jefferson Airplane, Long John Silver. In 1973 verscheen nog een live-album Thirty Seconds Over Winterland (met opnames uit 1972). Maar Jefferson Airplane was toen al (onofficieel) uit elkaar. De voormalige bandleden Paul Kantner en Grace Slick brachten dat jaar samen met David Freiberg het album Baron von Tollbooth and the Chrome Nun uit. Maar dit album was weinig succesvol. Aan het begin van 1974 had Grace Slick haar eerste soloalbum Manhole
uitgebracht, eveneens zonder succes. Daarom besloten Slick en Kantner om een nieuwe band op te richten, samen met muzikanten die ook hadden meegewerkt aan het Baron von Tollbooth album. Ook voormalig Jefferson Airplane zanger Marty Balin besloot om mee te doen. Op aanraden van manager Bill Thompson werd de naam van de band Jefferson Starship, een nieuwe naam maar met een duidelijke link naar Jefferson Airplane. Dit was een goede zet, want het eerste album Dragonfly dat werd uitgebracht in 1974 was direct een groot succes in de Verenigde Staten. Maar het volgende album Red Octopus uit 1975 was nog succesvoller en behaalde de eerste plaats in de Amerikaanse hitlijsten. De single Miracles (1975) behaalde een nummer 3-notering in de Billboard Hot 100. In Europa was de band minder populair. Ook de volgende albums Spitfire (1976) en Earth (1978) waren succesvol. Later in 1978 kwamen er problemen en Grace Slick en Marty Balin verlieten de band. Slick bracht twee soloalbums uit, Dreams (1980) en Welcome to he Wrecking Ball (1981).
Intussen ging Jefferson Starship in 1979 verder met een nieuwe zanger Mickey Thomas en een nieuw album Freedom at Point Zero. De muziekstijl was veranderd en ging nu meer richting AOR. Ook dit album was succesvol. In 1981 besloot Grace Slick om weer terug te keren in de band. Op het nieuwe album Modern Times (1981) had ze een gastrol en zingt ze mee op een paar nummers. Modern Times was minder succesvol en behaalde niet de top 20. Op het volgende album Winds of Change was Slick weer als volwaardig lid aanwezig. Ook dit album had minder succes, evenals het laatste album Nuclear Furniture uit 1984. Paul Kantner was ontevreden over de gang van zaken en besloot om uit de groep te stappen. Na een rechtszaak besloten de overige groepsleden verder te gaan onder de naam Starship omdat ze de naam Jefferson niet meer mochten gebruiken van Paul Kantner.

### Jefferson Starship - The Next Generation
In 1992 richtte Paul Kantner een nieuwe band op onder de naam Jefferson Starship (The Next Generation) en hij ging toeren met deze band. Hij had niet het wettelijk recht om dit te doen maar zowel Grace Slick als Bill Thompson ondernamen geen actie om hem tegen te houden. Marty Balin, Jack Cassidy en David Freiberg sloten zich aan bij de band en Grace Slick maakte een aantal gastoptredens. In 1995 verscheen er een live-album en in 1998 verscheen het studio-album Windows of Heaven, maar zonder veel succes. Na de dood van Paul Kantner en Marty Balin begon David Freiberg een nieuwe versie van Jefferson Starship en bracht in 2020 het album Mother of the Sun uit, een album met 'melodieuze AOR-songs, vaak met een bluesy inslag, altijd goede hooks en een meezingbaar refrein'.

## Discografie
- 1974 - Dragonfly
- 1975 - Red Octopus
- 1976 - Spitfire
- 1978 - Earth
- 1979 - Freedom at Point Zero
- 1981 - Modern Times
- 1982 - Winds of Change
- 1984 - Nuclear Furniture
- 1995 - Deep Space ' Virgin Sky (live)
- 1999 - Windows of Heaven
- 2001 - Across the Sea of Suns (live)
- 2008 - Jefferson's Tree of Liberty
- 2020 - Mother of the Sun

## Groepsleden
- Paul Kantner - zang, gitaar
- Grace Slick - zang
- David Freiberg - zang, keyboard
- Marty Balin - zang
- Craig Chaquico - gitaar
- Mickey thomas - zang
- John Barbata - drums
- Aynsley Dunbar - drums
- Pete Sears - keyboard
- Papa John Creach - viool